# Oslofjord (Schiff, 1949)
Die Oslofjord (III) war ein 1949 in Dienst gestelltes Passagierschiff der norwegischen Den norske Amerikalinje (NAL, Norwegian America Line). Das 1969 als Fulvia an Costa Crociere vercharterte Schiff war zuletzt für Kreuzfahrten im Einsatz, ehe es am 20. Juli 1970 nach einer Explosion im Maschinenraum vor Teneriffa sank.

## Geschichte

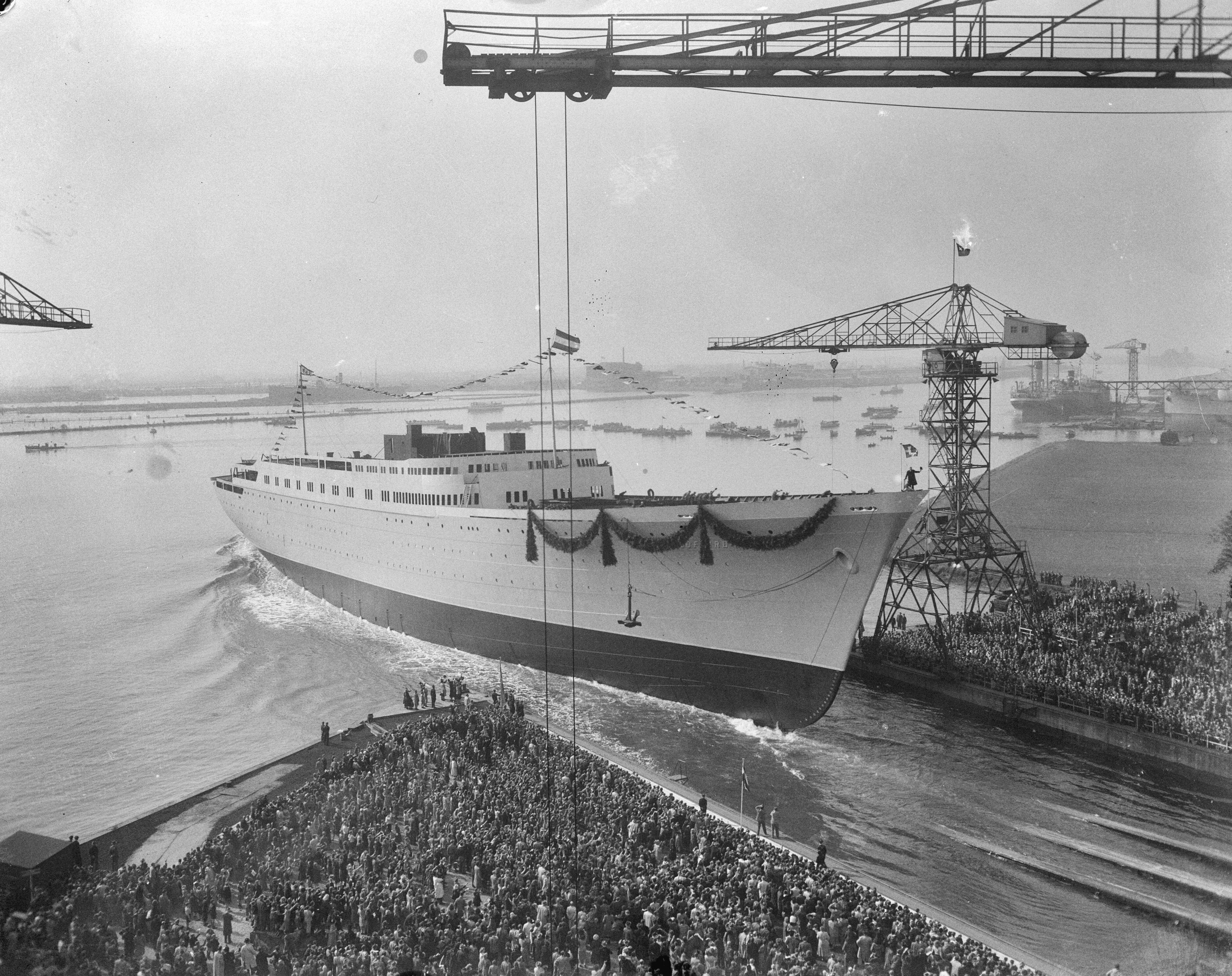
Der Stapellauf der Osloford am 2. April 1949

Die Oslofjord wurde unter der Baunummer 410 bei der Netherlands Shipbuilding Company (Nederlandsche Dok en Scheepsbouw Maattschappij) in Amsterdam gebaut und am 2. April 1949 von Kronprinzessin Märtha vom Stapel gelassen. Am 26. November 1949 trat das Schiff als erster Nachkriegsneubau der Reederei NAL die Jungfernfahrt von Oslo nach New York an. 
Die Reederei nutzte die Oslofjord während der Hauptreisezeit von Mai bis Oktober für den Liniendienst von Norwegen in die Vereinigten Staaten, während sie in den Wintermonaten für Luxuskreuzfahrten im Einsatz stand. 1956 stieß mit der Bergensfjord ein größerer Neubau zur Flotte, der optisch stark an die Oslofjord angelehnt war. Die Kreuzfahrten des Schiffes begannen meist in New York und führten unter anderem in die Karibik, aber auch über den Atlantik ins Mittelmeer.
1957 wurde das Schiff mit Stabilisatoren nachgerüstet. Im Juni 1966 kam ein geplanter Verkauf an Finnlines nicht zustande. Vom 3. November 1966 bis Februar 1967 wurde die Oslofjord bei ihrem Erbauer in Amsterdam modernisiert und mit 16.923 BRZ neu vermessen. Die NAL hatte im Oktober 1965 die neue Sagafjord in Dienst gestellt, daher wurde die Oslofjord im Dezember 1967 an die griechische Greek Line verchartert, die es für Kreuzfahrten ab Southampton nutzte. Im Oktober 1969 kehrte das Schiff in den Liniendienst für die NAL zurück.
Im Dezember 1969 ging die Oslofjord nach zwanzig Jahren im Liniendienst als Charter an die italienische Reederei Costa Crociere, die sie in Fulvia umbenannten und unter norwegischer Flagge ausschließlich für Kreuzfahrten einsetzten.
Nach nur wenigen Monaten im Dienst für Costa ereignete sich am 19. Juli 1970 während einer Kreuzfahrt vor den Kanarischen Inseln eine Explosion im Maschinenraum des Schiffes, die einen Großbrand an Bord auslöste. Alle 448 Passagiere vorwiegend italienischer Nationalität und 273 Besatzungsmitglieder konnten von dem französischen Passagierschiff Ancerville gerettet werden. Der Kapitän der Fulvia, C. B. Fasting, wollte zunächst noch mit einem kleinen Teil der Besatzung den Brand an Bord unter Kontrolle bringen, ehe auch er auf die Ancerville evakuiert werden musste und so als einer der letzten Personen das Schiff verließ.
Die noch immer brennende Fulvia sollte für Löscharbeiten im Schlepptau in den Hafen von Teneriffa gebracht werden, sank jedoch am 20. Juli auf dem Weg dorthin und liegt seither in etwa 3100 Metern Tiefe.